# 미코나졸
미코나졸(miconazole)은 링웜, 어루러기, 피부나 질의 칸디다증 치료에 사용하는 항진균제이다. 링웜이 몸통에 생기는 체부백선, 사타구니에 생기는 샅백선, 발에 생기는 무좀 등의 치료에 사용된다. 크림이나 연고 형태로 피부나 질에 도포한다.
흔한 부작용은 도포한 부위의 국소 가려움증이나 자극이 있다. 임신 중 사용해도 태아에게 안전하다고 여겨진다. 미코나졸은 이미다졸 계열에 속한다. 진균 세포막을 구성하는 주요 성분인 에르고스테롤을 잘 합성하지 못하게 해서 진균을 죽인다.
특허 출원은 1968년, 의료용 사용 승인은 1971년에 이루어졌다. WHO 필수 의약품 목록에 등재되어 있다.